# 鲁宾·马莫利安
鲁宾·扎卡里·马莫利安（Rouben Zachary Mamoulian /ruːˈbɛn mɑːmuːlˈjɑːn/ roo-BEN mah-mool-YAHN；1897年10月8日—1987年12月4日）是一名亚美尼亚裔美国电影和戏剧导演。

## 生平
他出生在俄罗斯帝国第比利斯的一个亚美尼亚家庭，母亲弗吉尼亚是一名亚美尼亚剧院导演，父亲扎卡里是银行行长。1922年，他移居英国，开始在伦敦执导戏剧。次年，弗拉基米尔·罗辛将他带到美国，在伊士曼音乐学院任教，导演歌剧和戏剧。1929年，他导演了自己的电影处女作《欢呼》，1936年加入美国导演工会。
他于1987年12月4日在加利福尼亚州伍德兰希尔斯的医院中平静离世，享年90岁。

## 纪念
1960年2月8日，他在好莱坞星光大道上获得一星，1981年入选美国剧院名人堂。
2019年，其电影《贝基·夏普》被美国国会图书馆选入國家影片登記表